# Neuhausen
Neuhausen è un comune tedesco di 5 456 abitanti, situato nel land del Baden-Württemberg.